# Саутенд (аэропорт)
Лондонский аэропорт Саутенд (англ. London Southend Airport) или аэропорт Саутенд (англ. Southend Airport) (ИАТА: SEN, ИКАО: EGMC) — региональный аэропорт на юго-востоке Англии, в графстве Эссекс.

## Расположение
Аэропорт находится в районе Рочфорд три километра к северу от Саутенд-он-Си. Регулярное железнодорожное сообщение связывает ж/д станцию Рочфорд (немногим более 1 км от аэропорта) с Лондоном (Ливерпуль-стрит), время поездки — приблизительно 50 минут, также рядом с терминалом есть стоянка такси.

## Работа аэропорта
Аэропорт Саутенд главным образом используется для пассажирских чартерных рейсов и бизнес-авиации, грузовых авиаперевозок, обучения пилотов (самолётов и вертолетов), и для регионального авиасообщения. В аэропорту могут приниматься самолёты размером до Boeing 757 и Airbus A321. Аэропорт управляется оператором London Southend Airport Co Ltd, штат которого составляет от 50 до 100 человек.
Аэропорт Саутенд обладает Обычной Лицензией (номер P801), которая разрешает пассажирские рейсы и обучение полётам..
Единственный регулярный пассажирский рейс — в Джерси в летние субботы и среды, выполняемый Flybe. 7 июня 2006, регулярное сообщение началось между Саутендом и Кёльном, выполняемое авиакомпанией Flightline по заказу Ford Motor Company для перевозки её служащих. Этот рейс недоступен для остальных пассажиров.
Саутенд был самым быстрорастущим аэропортом Великобритании в 2006 году (в расчёте относительного роста количества пассажиров).
Основными чартерными авиакомпаниями в аэропорту являются Flightline, Flywatch Air Services, Kudos Aviation, Trans Euro Air и 247Jet.
Множество компаний, расположенных в и вокруг аэропорта используют труд более чем 1000 квалифицированных рабочих, предоставляя услуги по техническому обслуживанию самолётов, включая конвертацию, восстановление, модернизацию авионики, изготовление пассажирских кресел и установки новых или восстановленных двигателей.
Аэропорт Саутенд отличается хорошей погодой, что означает, что небольшие самолёты используют его как альтернативный, если неблагоприятная погода или другие причины мешают самолёту приземлиться в Станстеде или Лондон-Сити.
Аэропорт часто используется для съёмок фильмов, так как в Саутенде снимать фильмы проще, чем в более занятых аэропортах.

## Инфраструктура
В аэропорту есть кафе для пассажиров, провожающих и лётного персонала, фотокабинки. Автобусы доставляют пассажиров из аэропорта в центр Саутенд-он-Си и Рейли.

## Аэроклубы
В аэропорту базируется несколько аэроклубов:
- Flight Centre Flying Club
- Seawing Flying Club
- Southend Flying Club
- Willowair Flying Club

## История аэропорта
Сохранившийся Avro Vulcan можно увидеть по дороге в Рочфорд. Этот самолёт обычно совершает один или два раза в год пробег по взлётно-посадочной полосе (Vulcan Restoration Trust).
Сегодня уже нет музея в аэропорту, в котором раньше можно было обнаружить летающие автомобильные паромы, поршневые самолёты Bristol Freighter и Aviation Traders Carvair.
British World Airlines, которые до этого назывались British Air Ferries, а ещё ранее Silver City Airways, использовали турбовинтовые самолёты Vickers Viscount, которые использовались и для пассажирских, и для грузовых перевозок. Эти самолёты с середины-конца 1950-х до начала 1960-х, эксплуатировались авиакомпанией B.E.A., а затем British Airways. Оснащённые 4 турбовинтовыми двигателями Rolls-Royce Dart, эти изящные самолёты были проданы в конце 1990-х.

## Военная история
Аэродром был построен британскими ВВС во время Первой мировой войны.
В 1939 авиационные власти реквизировали аэродром и он стал называться RAF Rochford во время Второй мировой войны. Во время Второй мировой войны на аэродроме базировались истребители Supermarine Spitfire и Hawker Hurricane, а также истребитель—бомбардировщик Bristol Blenheim. Многие из 50 дотов, которые были построены для защиты аэропорта от возможной высадки десанта, все ещё целы, включая подземную диспетчерскую, которая находится недалеко от Southend Flying Club. Ещё около 20 дотов можно увидеть в окрестностях аэропорта. В 1946 аэродром был выведен из военной эксплуатации и в 1947 возвращён гражданской авиации, получив название Муниципальный Аэропорт Саутенд.
В Каньюдоне, в нескольких милях к северо-востоку от аэропорта, находилась одна из радарных станции времён Второй мировой войны сети Chain Home. Одна из башен радара всё ещё находится недалеко от Грейт-Баддоу (2007).

## Планы развития
По плану развития аэропорта планируется строительство терминала и железнодорожной станции с восточной стороны аэропорта. Их планируется запустить в эксплуатацию в 2009.
Планы аэропорта снова начать регулярные пассажирские рейсы согласованы с правительством, что закреплено в ряде документов. Вне сомнений, аэропорт будет играть важную роль во время предстоящих Олимпийских игр 2012 года в Восточном Лондоне, так как он удачно для этого расположен.
В 2002/03 предметом общественного обсуждения было возможное перенесение церквей Св. Лоренса и Всех Святых ещё дальше от главной взлетно-посадочной полосы. Это позволило бы крупным пассажирским самолётам осуществлять пассажирские перевозки на британских и европейских направлениях. Однако это предложение было решительно отклонено..
Однако был предложен компромисс, который заключается в том, что церкви остаются на месте, а аэропорту предоставляются разрешения на пассажирские рейсы на самолётах, уже допущенных к эксплуатации в Саутенде и в аэропорту Лондон-Сити.